# پرشف ۵۹۴۱۹
سیارک ۵۹۴۱۹ (به انگلیسی: 59419 Presov، نامگذاری:1999GE2) پنجاه و نه هزار و چهارصد و نوزدهمین سیارک کشف شده‌است که در ۹ آوریل ۱۹۹۹ کشف شد.